# Navi della Kriegsmarine
Di seguito una lista di imbarcazioni militari della Kriegsmarine, la Marina militare tedesca tra il 1935 e il 1945.

## Portaerei/Flugzeugträger
classe Graf Zeppelin
- Graf Zeppelin, inizio costruzione nel 1938, ma mai completata.
- Flugzeugträger B, mai costruita

## Corazzate/Schlachtschiffe
classe Bismarck (42.000 tonnellate, cannoni: 8 x 38 cm)
- Bismarck, 1939
- Tirpitz, 1939

## Incrociatori da battaglia/Schlachtkreuzer
classe Scharnhorst (35.000 tonnellate, cannoni: 9 x 28 cm)
- Gneisenau, 1936
- Scharnhorst, 1936

## Corazzate tascabili/Panzerschiffe
classe Deutschland (12.000 tonnellate, cannoni: 6 x 28 cm)
- Lützow (ex-Deutschland), 1931
- Admiral Graf Spee, 1933
- Admiral Scheer, 1934

## Navi obsolete/Linienschiffe
Queste imbarcazioni vennero impiegate come navi-addestramento
- Hannover, 1905. Radiata prima dell'inizio della guerra.
- SMS Schleswig-Holstein, 1906
- SMS Schlesien, 1906

## Incrociatori pesanti/Schwere Kreuzer
classe Admiral Hipper (14.000 tonnellate, cannoni: 8 x 20.3 cm)
- Admiral Hipper, 1937
- Blücher, 1937
- Prinz Eugen, 1938
- Seydlitz, varata ma mai completata, progettata la conversione in portaerei leggera ma mai completata
- Lützow, varata ma mai completata, venduta incompleta all'Unione Sovietica nel 1939

## Incrociatori leggeri/Leichte Kreuzer
classe Emden (6.000 tonnellate, cannoni: 8 x 15 cm)
- Emden, 1925

classe Königsberg (7.200 tonnellate, cannoni: 9 x 15 cm)
- Königsberg, 1925
- Karlsruhe, 1927
- Köln, 1928

classe Leipzig (8.000 tonnellate, cannoni: 9 x 15 cm)
- Leipzig, 1929
- Nürnberg, 1934 (incrociatore russo Admiral Makarow)

## Navi addestramento artiglieria/Artillerieschulschiffe
- Bremse, 1931
- Brummer, 1935

## Navi scuola/Segelschulschiffe
- Segelschulschiff Niobe, 1913
- Segelschulschiff Gorch Fock, 1933 (nave scuola russa Tovarishch)
- Segelschulschiff Horst Wessel, 1936 (nave dei guardiacoste USA Eagle)
- Segelschulschiff Albert Leo Schlageter, 1937 (nave scuola portoghese Sagres II)

## Incrociatori ausiliari/Hilfskreuzer(navi corsare)
- HSK 1 Orion
- HSK 2 Atlantis
- HSK 3 Widder
- HSK 4 Thor
- HSK 5 Pinguin
- HSK 6 Stier
- HSK 7 Komet
- HSK 8 Kormoran
- HSK 9 Michel
- HKS 10 Coronel
- HKS 11 Hansa

## Cacciatorpediniere/Zerstörer
classe Zerstörer/Typ 1934
- Z1 Leberecht Maass
- Z2 Georg Thiele
- Z3 Max Schultz
- Z4 Richard Beitzen

classe Zerstörer/Typ 1934 A
- Z5 Paul Jacobi
- Z6 Theodor Riedel
- Z7 Hermann Schoemann
- Z8 Bruno Heinemann
- Z9 Wolfgang Zenker
- Z10 Hans Lody
- Z11 Bernd von Arnim
- Z12 Erich Giese
- Z13 Erich Koellner
- Z14 Friedrich Ihn
- Z15 Erich Steinbrinck
- Z16 Friedrich Eckoldt

classe Zerstörer/Typ 1936
- Z17 Diether von Roeder
- Z18 Hans Lüdemann
- Z19 Hermann Künne
- Z20 Karl Galster
- Z21 Wilhelm Heidkamp
- Z22 Anton Schmitt

classe Zerstörer/Typ 1936 A
- da Z23 a Z30

classe Zerstörer/Typ 1936 A (Mob)
- da Z31 a Z34
- da Z37 a Z39

classe Zerstörer/Typ 1936 B
- da Z35 a Z36
- da Z43 a Z45

altre classi pianificate e/o ordinate, ma mai completate:
- Zerstörer 1936C: due unità (Z46 e Z47) impostate ma mai completate, altre tre unità ordinate ma mai impostate
- Zerstörer 1938A/Ac: tre unità ordinate ma mai impostate
- Zerstörer 1938B: 12 unità ordinate ma mai impostate
- Zerstörer 1942: una unità (Z51) impostata nel 1943 e varata nel 1944, ma mai entrata in servizio
- Zerstörer 1944: cinque unità ordinate ma mai impostate
- Zerstörer 1945: solo pianificata
- Spähkreuzer: una unità (Z40) impostata ma mai completata, altre quattro unità ordinate ma mai impostate

## Torpediniere/Flottentorpedoboot
Classe 1923 (Raubvogel)
- Möwe
- Falke
- Greif
- Kondor
- Albatros
- Seeadler

Classe 1924 (Raubtier)
- Wolf
- Iltis
- Jaguar
- Leopard
- Luchs
- Tiger

Classe 1935
- da T1 a T12

Classe 1937
- da T13 a T21

Classe 1939
- da T22 a T36

Torpedoboote Ausland (questa non era una vera e propria classe, ma un insieme di torpediniere catturate al nemico e incorporate nella Kriegsmarine)
- unità francesi catturate: 
  - da TA 1 a TA 6
  - da TA 9 a TA 13
- unità norvegesi catturate:
  - Leopard
  - Tiger
  - Löwe
  - Panther
  - TA 7 e TA 8
  - Troll
  - Zick
  - Zack
  - KT1
  - Gazelle
  - Kürassier
  - Tarantel
  - Balte
  - Admiral Deinhard
  - Schlange
  - Eidechse
  - Schildkröte
  - Seestern
  - Qualle
  -  Krokodil
- unità italiane catturate:
  - da TA 14 a TA 26
  - da TA 31 a TA 35
  - da TA 43 a TA 44
  - da TA 48 a TA 49

altre classi pianificate e/o ordinate, ma mai completate:
- Classe 1940: otto unità impostate ma mai completate, altre 16 unità ordinate ma mai impostate
- Classe 1941: 15 unità impostate ma nessuna completata
- Classe 1944: nove unità ordinate ma mai impostate

## Navi meteorologiche/Wetterbeobachtungsschiff (WBS)
- Lauenburg
- Coburg
- Extersteine
- Hessen
- Bertebek
- Kehdingen
- Hoheweg
- Ostmark
- München
- Adolf Vinnen
- Heinrich Frese
- Fritz Homann
- Carl J. Busch
- Wuppertal
- Sachsen

## Navi da battaglia straniere catturate
- Clemenceau, mai completata -  Francia
- Faà di Bruno -  Italia
- Sovietskaya Ukraina, mai completata -  Unione Sovietica
- O-8 -  Paesi bassi
- Seal -  Regno Unito
- Niels Iuel -  Danimarca
- Gyller, Odin, Tor e Balder -  Norvegia
- Arquebuse, Hallebarde, Sabre e Poignard -  Francia
- Gerard Callenburgh -  Paesi bassi
- Vasilefs Georgios -
- L'Opiniâtre,  mai completata -  Francia
- De Zeven Provinciën e De Ruyter  -  Paesi bassi
- Dalmacija -  Jugoslavia
- Dubrovnik e Beograd -  Jugoslavia
- T3 -  Jugoslavia
- Velebit, Dinara, Triglav e Rudnik -  Jugoslavia
- Zmaj -  Jugoslavia
- D2 -  Jugoslavia